# Gründung (Bauwesen)
Die Gründung bezeichnet im Bauwesen alle baulichen Maßnahmen und Konstruktionen am Übergang zwischen Bauwerk und Baugrund, welche der Übertragung der Bauwerkslasten in den Baugrund dienen. Der Begriff wird sowohl für die Baukonstruktion als solche (Gründungskörper), als auch für deren Herstellung (Gründungsverfahren) verwendet.
Bestandteil der Gründung ist einerseits das Fundament, das ist der Teil des Bauwerks, welcher mit dem Untergrund in Kontakt steht und zur Übertragung der Last in geeigneter Weise zu konstruieren ist. Damit andererseits die Last auch sicher aufgenommen werden kann, muss der Untergrund entsprechend vorbereitet werden, hierbei gibt es eine Vielzahl an Verfahren zur Bodenverbesserung. Gründungen nahe der Oberfläche werden unter dem Begriff Flachgründung zusammengefasst, während tief in den Untergrund reichende Gründungen als Tiefgründung bezeichnet werden. Die Gründungssohle bezeichnet die Fläche, mit der das Fundament auf dem Baugrund aufliegt.
Die wesentliche Herausforderung bei der Gründung besteht darin, dass die aus der Last des Bauwerks resultierende Kompression des Bodens (Setzung) nicht zu Nachteilen für das Bauwerk oder die Umgebung führen darf. Bei ungeeigneter Ausführung der Gründung kann das Bauwerk übermäßig im Boden versinken, kippen, oder es können Risse auftreten. Besonderes Schadenspotential haben hierbei ungleichförmige Setzungen, d. h. das Bauwerk sinkt an einer Stelle weiter ab als an einer anderen. Die Kompression des Bodens kann außerdem auch Setzungen an benachbarten Bauwerken hervorrufen, wobei der Einfluss mit zunehmender Entfernung sinkt. Außerdem kann die Auflast zu einem Versagen durch Abgleiten des Bodens führen (Grundbruch).
Das Ziel des verwendeten Gründungsverfahrens ist also, die Setzungen auf ein beherrschbares Maß zu begrenzen und die oben genannten Schäden zu vermeiden. Dies geschieht insbesondere durch eine großflächige Verteilung der Bauwerkslast mithilfe der Fundamente sowie durch die Sicherstellung einer ausreichenden Steifigkeit des Baugrunds auf Höhe der Gründungssohle. Dabei steigt der Aufwand für die Gründung mit zunehmender Last des Bauwerks und abnehmender Eignung des Baugrunds.

## Einfluss des Baugrunds

Verschiedene Varianten zur Ausführung einer Gründung auf wenig oder nicht tragfähigem Untergrund

Die Beschaffenheit des vorliegenden Baugrunds hat einen entscheidenden Einfluss auf die geeigneten Gründungsverfahren. Für die Errichtung der Fundamente muss der Untergrund eine ausreichende Tragfähigkeit aufweisen, d. h. die Bauwerkslasten ohne ein Auftreten zu großer Setzungen oder eines Grundbruchs aufnehmen können. Das Spektrum reicht hierbei von Fels, welcher die höchste Tragfähigkeit aufweist, über Kies und Sand bis hin zu bindigen Böden, welche große und lang anhaltende Setzungen aufweisen und besonders aufwändige Gründungen erfordern. Der Bodenaufbau und die Eigenschaften des Baugrunds sowie die Grundwassersituation müssen daher vor Beginn der Baumaßnahme erkundet werden.
Reicht die Tragfähigkeit des Bodens für das geplante Bauvorhaben nicht aus, so bestehen folgende Lösungsmöglichkeiten::167
- Verbesserung der Eigenschaften des Bodens: Bei einer Bodenverdichtung findet die Kompression des Bodens bereits im Vorfeld statt, wodurch später die Setzungen am Bauwerk verringert werden. Eine weitreichendere Erhöhung der Tragfähigkeit des Bodens kann durch verschiedene Verfahren der Bodenverfestigung erzielt werden, beispielsweise durch Hochdruckbodenvermörtelung, Rüttelstopfverdichtung oder verschiedene Arten der Baugrundinjektion.[4]:447
- Abtragen des nicht ausreichend tragfähigen Bodens: Dies ist insbesondere bei einer geringen Mächtigkeit der betreffenden Schicht beziehungsweise einer in geringer Tiefe darunter liegenden, ausreichend tragfähigen Schicht sinnvoll. Der abgetragene Boden kann dann durch geeignetes Schüttmaterial (bspw. Sand, Schotter) ersetzt werden (Bodenaustausch) oder die Einbindetiefe des Fundamentes kann vergrößert werden, sodass die Gründungssohle in der tragfähigen Schicht zu liegen kommt.
- Der nicht tragfähige Boden kann ohne ein Abtragen mit einer von oben eingebrachten Tiefgründung überbrückt werden, siehe unten.

Außerdem ist der Einfluss des Grundwassers zu berücksichtigen. Hierbei kann es erforderlich sein, die Durchlässigkeit des Bodens zu erhöhen (Abbau von Porenwasserüberdruck in bindigen Böden). Andererseits können auch Abdichtungen erforderlich sein, um den Einfluss von Sickerströmungen zu beherrschen und Ausspülungen zu vermeiden.:167

## Flachgründung
Das am häufigsten verwendete Verfahren ist die Flachgründung. Hierbei werden die Bauwerkslasten nahe der Erdoberfläche, unmittelbar unterhalb des Bauwerks, auf den Baugrund aufgebracht. Die wesentliche Idee hierbei ist, die Bauwerkslast über eine große horizontale Fläche zu verteilen. Eine Flachgründung ist vergleichsweise kostengünstig, bei hohen Lasten und/oder einer geringen Tragfähigkeit der oberen Bodenschichten aber möglicherweise nicht ausreichend.
Das Prinzip, die Bauwerkslast flächig auf den Untergrund zu verteilen wird allgemein auch als Flächengründung bezeichnet. Hierbei gibt es aber auch Tiefgründungen, welche auf demselben Prinzip beruhen und daher ebenfalls zu den Flächengründungen zählen.:1
Je nach den örtlichen Gegebenheiten und Anforderungen kann eine Flachgründung ganz unterschiedliche Formen annehmen. Zu den Flachgründungen zählen:
- Einzelfundament/Punktfundament
- Köcherfundament
- Streifenfundament
- Fundamentplatte/Gründungsplatte
- Kellerwanne

## Tiefgründung
Tiefgründungen bestehen aus senkrechten Bauteilen, welche tief in den Baugrund hineinreichen. Die Bauwerkslasten werden hierbei nicht nur über die Gründungssohle, sondern gegebenenfalls auch zusätzlich über die Seitenflächen des Gründungskörpers abgetragen. Bei Pfahlgründungen geschieht dies beispielsweise über die Mantelfläche, als sogenannte Mantelreibung. Besitzen die oberflächennahen Bodenschichten keine ausreichende Tragfähigkeit, so können diese durch eine Tiefgründung gewissermaßen überbrückt werden, bis in größerer Tiefe Schichten mit höherer Tragfähigkeit vorliegen. Insgesamt weisen Tiefgründungen in aller Regel geringere Setzungen als Flachgründungen auf. Sie sind jedoch aufwändiger und werden daher nur eingesetzt, wenn eine Flachgründung aufgrund der hohen Bauwerkslasten und/oder ungünstigen Untergrundverhältnissen nicht infrage kommt.:81
Zu den Tiefgründungen zählen:
- Pfahlgründung
- Bohrpfahlwand, Schlitzwand, Fräswand
- Kastengründung (Pfahl- und Schlitzwandkästen, Spundwandkästen)
- Brunnengründung
- Senkkasten
- Kombinierte Pfahl-Platten-Gründung

Es gibt außerdem spezielle Methoden für Gründungen auf dem Meeresboden, siehe hierzu Offshorebauwerk#Gründung.

## Planung und Bemessung
Vor der Ausführung eines Bauwerks werden die Gründungsverhältnisse ermittelt. Bei größeren Bauvorhaben wird ein Bodengutachten erstellt, welches insbesondere das Setzungsverhalten und die Tragfähigkeit des Baugrundes bewertet. Die Erkundung geschieht in der Regel durch Kernbohrungen, Rammversuche und Schürfung.
Um die Standsicherheit der Gründung langfristig zu gewährleisten, sind verschiedene Faktoren bei der Planung zu berücksichtigen:
- die Aufnahme von Schnee- und Eigenlast sowie von horizontalen Kräften aus Wind-, Wasser- oder Erddruck und Erschütterungen
- die zulässige Bodenpressung, um auftretende Setzungen auf ein unschädliches Maß zu begrenzen
- die Lastverteilung, um unterschiedliche Setzung verschiedener Gebäudeteile auf gegebenenfalls inhomogenem Untergrund zu vermeiden
- die Vermeidung der mit einem Frost-Tau-Wechsel verbundenen Hebungen und Senkungen oder der Umgang damit, siehe den Abschnitt Frostsicherheit im Artikel Flachgründung
- gegebenenfalls die Sicherung von unter der Erdoberfläche gelegenen Hohlräumen (Kellern) gegen Auftrieb durch Grund-, Sicker- oder Flutwasser
- die Dauerhaftigkeit der verwendeten Baustoffe unter wechselfeuchten Bedingungen

Bei der Wahl des Gründungsverfahrens wird in der Regel zunächst geprüft, ob eine einfache Flachgründung mit Einzel- und Streifenfundamenten in frostsicherer Tiefe technisch und wirtschaftlich vertretbar ist.:4 Falls nicht, können zusätzlich Bodenverbesserungsverfahren in Betracht gezogen werden. Weiterhin kann die örtliche Bodenpressung durch Ausführung einer Gründungsplatte verringert werden. Diese weist eine größere Gründungsfläche und gegebenenfalls geringeren Aufwand für die Schalung im Vergleich zu Einzel- oder Streifenfundamenten auf, benötigt aber deutlich mehr Material. Eine Tiefgründung wird in der Regel nur gewählt, wenn die tragfähigen Bodenschichten erst in größeren Tiefen anstehen. Bei tragfähigen Bodenschichten in leicht erreichbaren Tiefen kann auch ein Bodenaustausch und anschließende Flachgründung wirtschaftlicher als eine Tiefgründung sein.
Bei der weiteren Bemessung werden auf Grundlage der genannten Faktoren die Abmessungen der Fundamente sowie der Einbindetiefe festgelegt. Diese sind so zu wählen, dass sowohl die Standsicherheit gewährleistet ist als auch die Verformungen verträglich sind. Als Baustoffe kommen hauptsächlich Beton, Faserbeton und Stahlbeton zur Anwendung.

## Ausführung
Bei der Gründung ist das Ausheben einer Baugrube zum Erreichen der Gründungssohle und ggf. dem Bau von Kellergeschossen wesentlich. Während bei der Flachgründung die Fundamente von der Gründungssohle ausgehend aufgebaut werden, werden Tiefgründungen in der Regel von oben in den Boden eingebracht (bspw. Bohren, Rammen).
Ab einer bestimmten Tiefe muss neben der Gründungsfläche Platz für den Arbeitsraum vorgesehen werden. Eine nicht verbaute Baugrube schließt ringsum mit einer Böschung ab, während eine verbaute Baugrube durch eine Trägerbohlwand, Spundwand oder ähnliche Maßnahmen gegen abrutschendes Erdreich gesichert wird. Der Arbeitsraum wird nach Fertigstellung der Fundamente und des Kellers wieder verfüllt.
Während bei Flachgründungen die Baugrube wieder verfüllt und der Verbau entfernt wird, besteht bei Schlitzwänden und Bohrpfahlwänden die Möglichkeit, diese sowohl für den Baugrubenverbau, als auch für die Gründung zu verwenden.